# Firth (Idaho)
Firth es una ciudad ubicada en el condado de Bingham en el estado estadounidense de Idaho. En el año 2010 tenía una población de 477 habitantes y una densidad poblacional de 954 personas por km².

## Geografía
Firth se encuentra ubicado en las coordenadas 43°18′20″N 112°11′2″O / 43.30556, -112.18389. Según la Oficina del Censo, la localidad tiene un área total de 0,5 km² (0,2 mi²), de la cual 0,5 km² (0,2 mi²) es tierra y 0 km² (0 mi²) (0.0%) es agua.

## Demografía
En el 2000 la renta per cápita promedia del hogar era de $23,239, y el ingreso promedio para una familia era de $27,500. En 2000 los hombres tenían un ingreso per cápita de $27,292 contra $17,917 para las mujeres. El ingreso per cápita para la localidad era de $10,458. Alrededor del 25.7% de la población estaba bajo el umbral de pobreza nacional.